# Fagnano Olona
Fagnano Olona (lombardul: Fagnan) település Olaszországban, Varese megyében. Lakosainak száma 12 447 fő (2023. január 1.). Fagnano Olona Busto Arsizio, Cassano Magnago, Olgiate Olona, Solbiate Olona, Cairate, Gorla Maggiore és Locate Varesino községekkel határos.

## Népesség
A település népességének változása:
| Lakosok száma | 12 419 | 12 510 | 12 447 |
|               | 2017   | 2018   | 2023   |